# 22692 Carfrekahl
A 22692 Carfrekahl (ideiglenes jelöléssel 1998 QE99) egy kisbolygó a Naprendszerben. Eric Walter Elst fedezte fel 1998. augusztus 26-án.